# مجلس نمایندگان ایالات متحده آمریکا

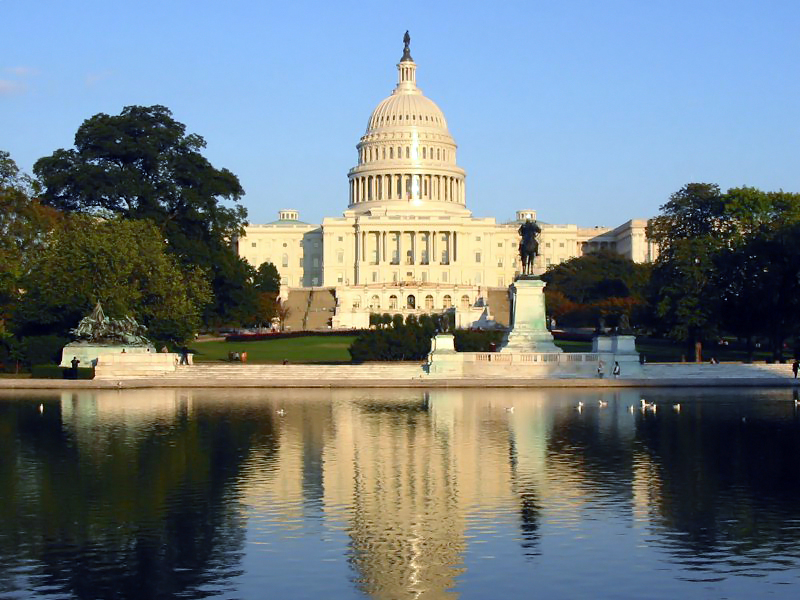
نمای بیرونی ساختمان کنگره آمریکا

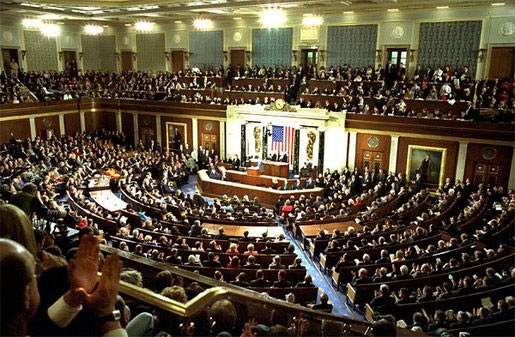
کنگره در جلسه سخنرانی وضعیت کشور توسط رئیس جمهور جورج دابلیو بوش

مجلس نمایندگان ایالات متحده (به انگلیسی: United States House of Representatives) مجلس سفلای کنگره ایالات متحده است (مجلس سنای ایالات متحده مجلس اعلا است)
بر اساس قانون مصوبه Public Law 62-5 سال ۱۹۱۱، تعداد نمایندگان مجلس نمایندگان ایالات متحده آمریکا ۴۳۵ نفر است که هر دو سال یکبار انتخاب می‌شوند و انتخاب مجدد آنان نامحدود است. در مجلس نمایندگان افزون‌بر ۴۳۵ نمایندهٔ منتخب ۵۰ ایالت، نمایندگانی نیز از نواحی نیمه‌مجزا بدون حق رأی حضور دارند.
ریاست یا سخنگوی مجلس نمایندگان را عضو ارشد حزب اکثریت بر عهده دارد که از اختیارات گسترده‌ای چون تعیین دستور جلسات مجلس، تعیین مدت زمان بحث یا خارج کردن موضوعی از دستور کار برخوردار است. هر گاه حزب رئیس‌جمهور و حزب اکثریت مجلس نمایندگان یکی نباشد، سخنگوی مجلس نمایندگان علاوه بر وظایف قانونی خویش، نقش رهبر اپوزسیون را نیز ایفا می‌کند.
در مجلس نمایندگان، علاوه بر سخنگوی مجلس، رهبران احزاب اکثریت و اقلیت نیز از نقش و جایگاه مهمی برخوردار هستند. رهبر اقلیت و رئیس انجمن حزبی حزب اقلیت نقش رهبر اپوزیسیون مجلس را ایفا می‌کند. در هنگام تنظیم برنامه‌های مجلس نمایندگان، رهبران اکثریت و اقلیت با یکدیگر مذاکره می‌کنند و از آنجا که انضباط حزبی در مجالس قانونگذاری ایالات متحده وجود ندارد، مذاکره میان رهبران دو حزب اقلیت و اکثریت در خصوص تصویب اهمیت می‌یابد.

## شرط عضویت در مجلس نمایندگان
- حداقل ۲۵ سال سن
- دارا بودن حداقل ۷ سال تابعیت ایالات متحده آمریکا
- سکونت در ایالت مورد نظر در زمان برپایی انتخابات (بر اساس عرف و نه اصول قانون اساسی، هر نامزد باید در حوزه انتخابیهٔ موردنظر در زمان برپایی انتخابات سکونت داشته باشد).